# Poggio Picenze
Poggio Picenze – miejscowość i gmina we Włoszech, w regionie Abruzja, w prowincji L’Aquila.
Według danych na rok 2004 gminę zamieszkiwało 1008 osób, 91,6 os./km².